# Malý mlýn (Libeň)
Malý mlýn v Libni je zaniklý vodní mlýn v Praze 8, který stál na pravém břehu potoka Rokytka v centru Libně, v ohybu potoka pod základní školou.

## Historie
Vodní mlýn s č.p. 30 je doložen již k roku 1592. Později byl rozšířen o sousední dům č.p. 31. Stál na potoce, u kterého se původně rozkládal velký rybník; ten byl vysušen počátkem 19. století.
Koncem 19. století náležel mlýn anglické společnosti The Bohemian Breweries Limited v Londýně a sloužil pro potřeby Anglického pivovaru v č.p. 63.
Roku 1950 byly obě budovy mlýna demolovány pro svoji zchátralost a místo uvolněno pro nově zřízenou ulici U Rokytky.